# Ipomoea ×multifida
Espèce
Parent ♀ de l'hybridation 
  Ipomoea coccinea 
×

Parent ♂ de l'hybridation 
  Ipomoea quamoclit 
Ipomoea ×multifida est une espèce hybride de plantes ornementales de la famille des Convolvulaceae.
C’est un hybride entre Ipomoea coccinea et Ipomoea quamoclit.

## Hybride
Ipomoea ×multifida est un hybride obtenu par pollinisation du pistil d’Ipomoea coccinea par du pollen d’Ipomoea quamoclit.

## Description
Ipomoea multifida est une plante herbacée lianescente annuelle. Les feuilles sont profondément divisées. Les fleurs, à cinq pétales soudés en une corolle infundibuliforme (caractéristique de la famille des Convolvulaceae), sont rouges.

## Taxinomie
L’espèce a d’abord été décrite par Constantin Rafinesque en 1838, comme hybride horticole entre Quamoclit coccinea et Quamoclit pinnata, sous le nom de Quamoclit multifida. L’espèce a été transférée dans le genre Ipomoea par Shinners en 1966, sous le noms d’Ipomoea ×multifida. L’herbier de Rafinesque ayant été en grande partie détruit, la planche d’herbier de Rafinesque a été perdue, et la désignation d’un néotype a été effectuée par Eckenwalder en 1986.
En 1908, le jardinier américain Logan Sloter, de Columbus dans l’Ohio, recrée l’hybride, sans lui donner de nom. Il a reproduit l’hybridation de 1897 à 1908, en croisant à la main Ipomoea coccinea et Ipomoea quamoclit.
Dès 1915, Nieuwland décrit formellement la « plante de M. Sloter », et indique la synonymie de « Quamoclit sloteri », dont il rejette le nom, avec l’espèce Quamoclit multifida de Rafinesque. Nieuwland indique aussi que les parents de l’hybride dénommés par Rafinesque comme Quamoclit coccinea et Quamoclit pinnata sont respectivement Ipomoea coccinea et Ipomoea quamoclit.
En 1919, John Muirhead Macfarlane consacre un chapitre entier, dans un livre d’Edward Tyson Reichert, à la comparaison de l’hybride avec ses parents sous les noms d’Ipomoea coccinea et Ipomoea quamoclit, et il décrit l’hybride sous le nom d’Ipomoea sloteri, en faisant référence à la description de Nieuwland en 1915 sous le nom de Quamoclit sloteri, tout en notant que le nom retenu par Nieuwland était Quamoclit multifida.
En 1923, Homer Doliver House redécrit l’espèce dans le genre Quamoclit sous le nom de Quamoclit sloteri, la référence au basionyme étant indirecte.
En 1953, le botaniste néerlandais Simon Jan van Ooststroom, ignorant la publication de Nieuwland en 1915, transfère l’espèce Quamoclit ×sloteri House, 1923 dans le genre Ipomoea sous le nom Ipomoea ×sloteri (House) Ooststr. alors que le nom a déjà été publié : Ipomoea sloteri Macfarl. ex E.T.Reichert, 1919.
En 1966 enfin, Lloyd Herbert Shinners transfère l’espèce Quamoclit ×multifida dans le genre Ipomoea sous le nom Ipomoea ×multifida.
Ipomoea ×multifida a pour synonymes selon Plants of the World online (POWO) (23 décembre 2020) :
- Quamoclit ×multifida Raf., 1838[1] (basionyme)
- Ipomoea ×sloteri Macfarl. ex E.T.Reichert, 1919[6]
- Quamoclit ×sloteri (Macfarl. ex E.T.Reichert) House, 1923[7]

## Utilisation horticole
Dès 1838, lorsqu’il effectue la première description de la plante, Rafinesque note qu’elle est utilisée dans les jardins où elle peut être spontanée.
La plante de M. Sloter, obtenue en 1908, est commercialisée sous le nom de Cardinal Climber (Ipomoea quamoclit hybrida) par les pépinières Henry A. Dreer de Philadelphie dès 1912 et connaît un grand succès dès les années suivantes.